# Carlos Germán Amézaga
Carlos Germán Amézaga Llanos (Lima, 26 de septiembre de 1862-Lima, 17 de diciembre de 1906) fue un poeta, periodista, militar y político peruano. Perteneció a la corriente literaria realista, aunque con rezagos del romanticismo tardío y del modernismo.
Fue hijo del escritor Mariano Amézaga y de Enriqueta Llanos. Era todavía muy joven cuando empezó a publicar sus primeras composiciones literarias. Al estallar la guerra del Pacífico en 1879, se enroló en el ejército como soldado raso. Luchó en las batallas de San Juan y Miraflores, y luego en la campaña de la Breña bajo las órdenes de Andrés A. Cáceres, llegando a obtener el grado de teniente coronel. Tras viajar por Argentina y otros países del Sudamérica, regresó al Perú en 1885 y frecuentó las tertulias literarias de Manuel González Prada y Clorinda Matto de Turner. Fue uno de los fundadores del Círculo Literario y del Ateneo de Lima. De tendencia radical, se afilió a la Unión Nacional, el partido político creado por Manuel González Prada, que no llegó a arraigar. Fue redactor de la revista El Perú Ilustrado, y colaborador de La Revista Social, y de otras publicaciones. Publicó libros de poesía y compuso dramas y zarzuelas. En 1890 viajó por la selva peruana. Entre 1892 y 1893 viajó por Estados Unidos, México y Brasil. De regreso al Perú, incursionó en política y fue elegido diputado por Bongará en 1895, y luego por Cajatambo en 1896, siendo reelegido en 1901. Continúo colaborando en diversas publicaciones periódicas y editando sus obras, hasta su fallecimiento a consecuencia de una enfermedad en 1906. 
Jorge Basadre lo describe así: «Carlos Germán Amézaga fue hombre original, a la vez poeta vibrante, filosófico y epigramático con acentos de romántico tardío y de prosaico humorismo».

## Biografía
Hijo del escritor Mariano Amézaga y de Enriqueta Llanos. Era descendiente de los conquistadores españoles Diego de Agüero y Juan de Garay. Tuvo varios hermanos, algunos de los cuales también destacaron: Jorge Miguel, escritor y periodista; Emilio Germán, poeta y músico, autor de algunos valses que se hicieron populares; y Germán Grimaldo, que murió luchando en la defensa de Lima de 1881.
Inició sus estudios escolares en un colegio privado y luego los culminó en el Colegio Nacional Nuestra Señora de Guadalupe. A los doce años de edad dio a conocer sus primeros ensayos literarios, y a los catorce, se reveló como poeta con una composición satírica titulada «La mujer a la moda».
Al estallar la guerra con Chile en 1879, se alistó como soldado raso en el Ejército Peruano. Participó en la defensa de Lima, luchando en las batallas de San Juan y Miraflores, en enero de 1881. En esta última acción vio morir a su hermano Germán Grimaldo.
Participó luego en la resistencia de la sierra o La Breña, comandada por el general Andrés A. Cáceres. Al lado de este caudillo recorrió gran parte del territorio peruano, hasta la batalla de Huamachuco, librada en 1883. Alcanzó el grado de teniente coronel.
Finalizada la guerra, decidió viajar a los países del sur del continente. Llegó a Argentina, donde empezó laborando como agente de policía en las calles; poco después consiguió trabajo como redactor en el diario La Prensa de Buenos Aires. Estuvo también en Uruguay y Paraguay, siempre ganándose el sustento mediante el trabajo. Así transcurrió su vida durante dos años.
En 1885 regresó al Perú, donde ya surgía el movimiento de Manuel González Prada. Concurrió a las veladas organizadas por la escritora Clorinda Matto de Turner en su hogar de Lima. En octubre de 1886 fue uno de los iniciadores del Círculo Literario, que reunía a jóvenes intelectuales de clase media y cuyo miembro más destacado era Manuel González Prada, que llegó a ser su presidente. También frecuentaron dicho Círculo: Luis Márquez, Elías Alzamora, Alberto Químper, Germán Leguía y Martínez, Alberto Secada, Abelardo Gamarra, Carlos Rey de Castro, Pablo Patrón, Luis Ulloa, entre otros.
Igualmente, alentó la fundación del Ateneo de Lima, institución que durante muchos años desarrolló una gran actividad cultural. Por esa época estrenó dos zarzuelas: El practicante Colirio y La esquina de Mercaderes. Colaboró también en La Revista Social, de 1885 a 1888, y en el diario La Época en 1887. Fue uno de los redactores de El Perú Ilustrado, de 1887 a 1892.
Atraído por la fiebre del caucho, en 1890 viajó a la Amazonía peruana, que le causó gran impresión, y de esa experiencia nació su libro poético titulado La leyenda del caucho.
En 1891 se adhirió a la Unión Nacional, el partido político fundado por Manuel González Prada, que al principio provocó mucha expectativa, que a poco terminó por desvanecerse. Decidió otra vez emprender un periplo por el continente americano, esta vez por Estados Unidos, México y Brasil, entre 1892 y 1893. En México frecuentó con los escritores y poetas locales, y compuso el libro Poetas mexicanos.
De vuelta al Perú en 1894, sucedió a su padre como profesor de Gramática y Literatura Castellana en la Escuela Militar. De 1894 a 1895 colaboró en el diario La Neblina.
En 1895 fue elegido diputado suplente por la provincia de Bongará, en Amazonas (el diputado propietario era Miguel A. Rojas). En 1896 fue elegido diputado por la provincia de Cajatambo, entonces perteneciente a Áncash, en cuya función mostró desprendimiento al donar sus dietas para contribuir a la construcción de escuelas de su jurisdicción. Fue reelegido para el periodo 1901 a 1906.
En 1897 contrajo matrimonio con María Castagnino viuda de Mognaschi, con quien tuvo tres hijos: dos mujeres y un hombre.
En los últimos años de su vida colaboró en las revistas: Ateneo de Lima (1900-1906), Actualidades (1903-1905), y Prisma (1905-1906); de esta última también fue director. En 1904 estuvo en Buenos Aires, donde ganó la Flor Natural en unos juegos florales.
Tras haber sido radical y hasta anarquista en su juventud, regresó al catolicismo, lo que le atrajo la ira de Manuel González Prada y de otros compañeros de letras, aunque nunca se alejó de ellos en el trato personal.
Falleció en Lima, el 17 de diciembre de 1906, tras padecer una larga enfermedad.

## Publicaciones

### Poesía
Su obra poética ha sido publicada en los siguientes volúmenes:
- La invasión (1891), "leyenda histórica" en torno a la heroica resistencia de un pueblo andino contra los invasores chilenos. Fue premiada por el Ateneo de Lima.[1]
- Cactus (1891), poemario inspirado en el pasado incaico y el mundo indígena.
- La leyenda del caucho (1923), ambientada en la selva amazónica.
- Poesías completas (Lima, Editorial PTCM, 1948), compiladas por Graciela Mirania Quiroz, aunque con algunas omisiones.
- Más allá de los cielos. Antología poética y teatral de Carlos Germán Amézaga (Lima, Editorial Universitaria, 2019).[10]

### Zarzuelas
- El practicante Colirio (1885), con música de José Ignacio Veintimilla.
- La esquina de Mercaderes (1890), con música de su hermano Emilio Germán Amézaga, y definida por él mismo como «disparate escénico representable».

### Piezas dramáticas
- Vamos a Lima (1879), en un acto, sobre la inquietud desatada a raíz del estallido de la guerra con Chile.
- Casamiento y mortaja, juguete cómico en un acto y en verso.
- La comedia del honor
- El juez del crimen (1900), drama en un acto y en prosa estrenado en el Teatro Principal.
- Sofia Perowskaia (1901), drama en tres actos y en prosa, sobre la revolucionaria rusa del mismo nombre.
- El suplicio de Antequera (1902), drama histórico en tres actos y en verso, estrenado en el Teatro Olimpo.

### Crítica literaria
- Poetas mexicanos (Buenos Aires, 1896).

También colaboró de manera habitual en varios periódicos y revistas de su tiempo.

## Valoración
Fue un poeta de estilo vibrante con cierta entonación heroica, a quien, como nacido unos veinte años antes de la guerra, deformó el gusto, la afición al epigrama, en que malgastó muchas veces su ingenio, dando sentido pedestre y expresión prosaica, con el solo propósito de merecer una sonrisa picaresca, a asuntos poemáticos de la calidad de «La Procesión del Señor de los Milagros», que hace el efecto de un gran cuadro de Zurbarán o Rivera visto en un espejo cóncavo o convexo, que devolviera la imagen caricaturizada. La mejor obra de arte de Carlos G. Amézaga es un extenso poema titulado Los Niños, que, adivinándome, cuando recién yo empezaba, él tuvo el acierto de dedicarme: ese poema, que yo no he visto recogido hasta ahora en ninguna antología es, de todos los de Amézaga, el que me gustaría más que fuese mío.
José Santos Chocano, en Memorias.

Fue un poeta brillante, pero desigual, en el que hay rezagos del modernismo ya muerto y atisbos del modernismo naciente y pedrestres prosaísmos que deslucen las calidades del ritmo y de la rima.
Washington Delgado

Considerado un lírico moderno, sus inicios todavía se impregnan de un romanticismo a lo Coppée, en tanto Germán Amézaga fue un poeta de energía épica y de un realismo acentual... Escritor y poeta, evocó a Zola, la selva peruana, devotamente lírico con los temas de niños, la amada, y se exalta en la veta filosófica como épica en versos de aventuras. Panteísta, con escenas populares, Germán Amézaga es un tránsito del romanticismo pasando por el realismo para ser un moderno en formación.
César Toro Montalvo